# Aristolochia clematitis

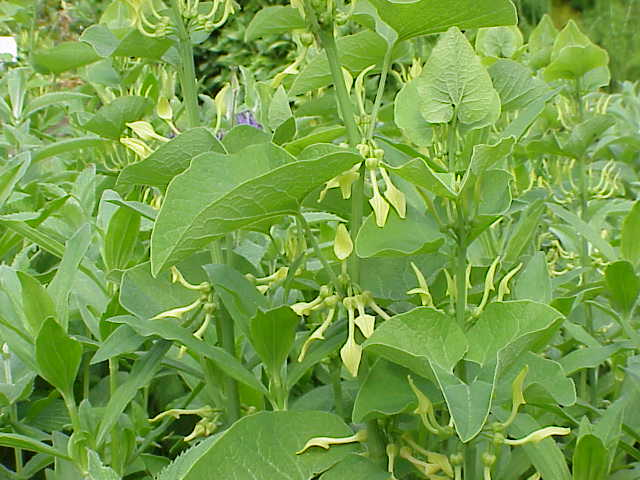
planta en flor.

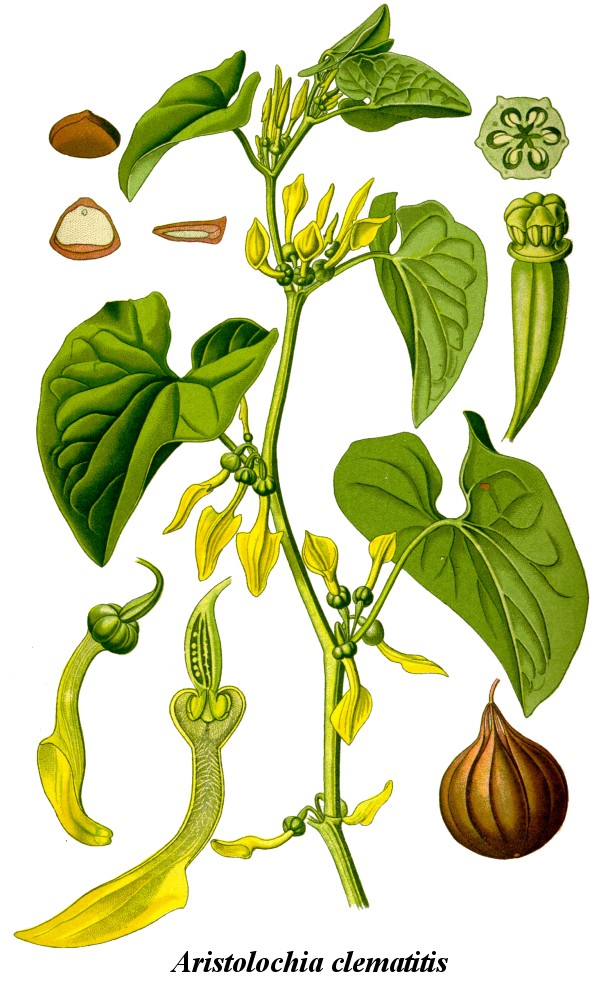
Ilustración

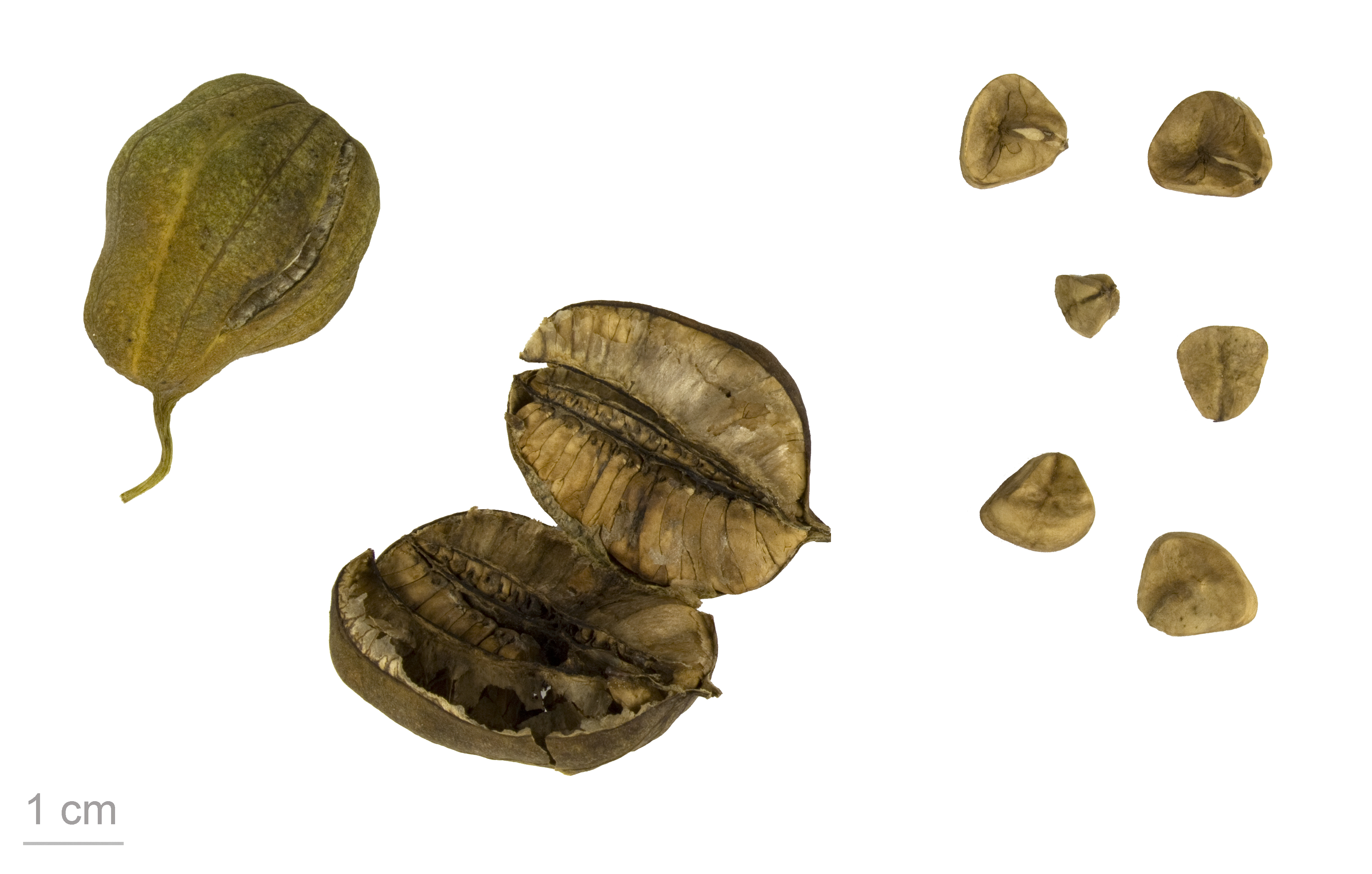
Aristolochia clematitis

Llamada popularmente clematítide, la Aristolochia clematitis es abundante en toda Europa meridional y, en España, en Cataluña.

## Descripción
Es una planta vivaz de hasta 50 cm de altura, con hojas de color verde pálido con olor desagradable. Flores de tubo largo de color amarillo pálido. Se encuentran diseminadas en setos, tierras baldías y cerca de las viviendas.
Se encuentra catalogada como planta en peligro de extinción en la Comunidad Valenciana (España) por lo que se prohíbe su recolección.

## Propiedades
- Puede producir Insuficiencia renal
- En decocción está indicada para tratar las heridas infectadas y las úlceras.
- Es emenagogo en trastornos de la menstruación, menorragias y dismenorreas.
- Usado en el campo como abortivo.
- En el antiguo Egipto se usaba contra las mordeduras de las serpientes venenosas.

## Taxonomía
Aristolochia clematitis fue descrita por Carlos Linneo y publicado en Species Plantarum 2: 962. 1753.
Etimología
Aristolochia: nombre genérico que deriva de las palabras griegas aristos ( άριστος ) = "que es útil" y locheia ( λοχεία ) = "nacimiento", por su antiguo uso como ayuda en los partos. Sin embargo, según Cicerón, la planta lleva el nombre de un tal "Aristolochos", que a partir de un sueño, había aprendido a utilizarla como un antídoto para las mordeduras de serpiente.

La aristoloquia se llamó ansí por parecer que a las mujeres socorría en el parto........La redonda tiene virtud contra todas las otras ponzoñas; mas la luenga resiste el daño de las serpientes y de cualquier veneno mortífero si se bebe una dracma della con vino y se aplica también por de fuera. Bebida con pimienta y con mirra expele el menstruo, las pares y la criatura del vientre; y lo mismo hace metida en la natura de la mujer. Pedacio Dioscórides Anazarbeo, acerca de la Materia Medicinal y de los venenos mortíferos. Andrés Laguna. 1566, Salamanca.

clematitis:, epíteto derivado de la palabra griega: clema, κλημα = "trepador".
Sinonimia
- Aristolochia clematitis f. undulata Priszter
- Aristolochia infesta Salisb.
- Aristolochia longa Georgi
- Aristolochia tenuis Houtt.[7]

## Nombre común
- Castellano: aristoloquia, aristoloquia común, aristoloquia sarmentosa, aristoloquia vulgar, aristolòquia sarmentosa, clematítide, cornamusa enredada.[8]